# Mu'allaqat
Mu'allaqat (en árabe معلقات) es el título de un grupo de siete largos poemas árabes o casidas compuestos en la época preislámica. Están considerados como el mejor trabajo poético de su época. El nombre significa Odas (o poemas) colgantes y la explicación tradicional es que estos poemas fueron colgados de la Kaaba en La Meca. 
Se trata de largos poemas sobre la vida tribal, el beduinismo y la vida en el desierto, temas que posteriormente heredará la poesía islámica.

## Compilación de Ar-Rawiya
El gramático Ahmad ibn Muhammad al-Nahhas aseguró en su comentario sobre la Mu'allaqat que fue Hammad Ar-Rawiya quien recogió estos siete poemas instando a su estudio en la primera mitad del siglo VIII.
La colección de Hammad parece haber consistido en los mismos siete poemas que se encuentran en las ediciones modernas, compuestos respectivamente por Imru'l Qays, Tarafa ibn al-Abd, Zuhair ibn Abi Sulma, Labid ben Rabia, Antara Ibn Shaddad, Amr ibn Kulthum y Harisz ibn Hilliza. Estos mismos son los enumerados por Ibn Abd Rabbih y por la mayor autoridad entre los filólogos, Nahhas.
Sin embargo, dos de las más antiguas autoridades competentes sobre la poesía árabe, Mufadal ibn Abi Fazil y Abu Ubaida asignaron, a finales del siglo VIII y principios de IX, a Los Siete (es decir, los siete Mu'allaqat) poemas de al-Nabiga y al-Asha en lugar de los de Antara y Harisz. Esto puede deberse a la mayor fama de estos poetas.